# 1月22日 (旧暦)
旧暦1月22日は旧暦1月の22日目である。六曜は仏滅である。

## できごと
- 大治元年（ユリウス暦1126年2月15日） - 疱瘡のため天治から大治に改元[要出典]

## 誕生日
- 天文22年（ユリウス暦1553年2月4日） - 毛利輝元[1]、武将（+ 1625年）
- 寛政5年（グレゴリオ暦1793年3月4日） - 大塩平八郎、陽明学者・大坂町奉行与力（+ 1837年）

## 忌日
- 寛永14年（グレゴリオ暦1637年2月16日） - 阿茶局、徳川家康の側室（* 1554年）